# 티니핑
티니핑(영어: Teenieping 티니핑[*])은 대한민국의 텔레비전 애니메이션 《캐치! 티니핑》에 등장하는 마음의 요정들이다. 로열 티니핑, 일반 티니핑으로 나뉘며, 일반 티니핑 중에서도 악역인 티니핑들을 빌런 티니핑으로 구분한다.

## 로열 티니핑
로열 티니핑(Royal Teenieping)은 프린세스와 변신할 수 있는 티니핑이다. 티니핑 왕립 스쿨에서 로열 티니핑 시험을 마쳐야 될 수 있다. 주인공 로미에게 뽀뽀하게 되면 로미가 프린세스로 변신한다. 각 로열 티니핑에 따라 프린세스가 되는 것도 다르다. 예를 들면 하츄핑(1기)과 변신하면 프린세스 하트가 되고, 아자핑과 변신하면 프린세스 스타가 된다. 로미에게 마법을 쓸 수 있다.

### 캐치에 대하여
로열 티니핑들은 일반적으로 캐치(프린세스가 티니핑들을 큐브로 잡는 것)가 되지 않지만, 드문 경우로 로열 티니핑들이 캐치가 되는 경우가 있다. 1기 6화에서 아자핑의 경우는 뜀틀을 못 뛰는 마야에게 용기를 북돋아 주어 마야에게 도전 정신을 주었지만, 마야는 실패했고 프린세스가 아자핑을 발견하자 장난 쳤다고 생각하고 아자핑을 캐치했다. 라라핑도 로열이지만 캐치되었다.

### 1기 로열티니핑
하츄핑,아자핑,차차핑,라라핑,해핑,바로핑

### 2기 로열티니핑
다이아 하츄핑,방글핑,조아핑,믿어핑

### 3기 로열티니핑
플로라 하츄핑,나나핑,꾸래핑,솔찌핑

### 4기 로열티니핑
베리 하츄핑,샤샤핑,말랑핑,포실핑

### 5기 로열티니핑
스타 하츄핑,초롱핑,빛나핑,빤짝핑

### 6기 로열티니핑
하츄핑,뽀니핑,사뿐핑,아름핑,

## 레전드 티니핑
로열 티니핑과 비슷하지만 로미가 일정조건을 달성하면 등장한다 그 마을의 왕이면 레전드 티니핑을 인정할수있다 처음에는 어떤 잘못으로 사라지게된다 하지만 로미가 일정조건을 달성해야지만 등장한다 행운핑이 봉인이 된 이유는 제니의 마법으로 상자에 봉인이 되었다. 새콤핑&달콤핑은 이유가 서로 케이크로 싸워서 집에 갇혔다.오로라핑은 블랙홀에 봉인이 되었다

### 레전드 티니핑 목록
3기 행운핑
4기 새콤핑&달콤핑
5기 오로라핑
6기 다이아나핑&이클립스핑

### 조건
조건은 일반티니핑을 전부 캐치하는것이다

### 여담
하지만 드문경우 일반티니핑이 다 캐치가 되지 않은 상태로도 등장하는데 새콤핑&달콤핑은 로미가 디저트 티니핑을 다 캐치하지 않았는데도 등장했다

## 일반 티니핑
일반 티니핑들은 바로 로미가 캐치해야 하는 티니핑들이다. 마법을 써 프린세스에게 복수할 수 있지만, 마지막에는 거의 캐치 엔딩으로 끝난다. 로미에게 마법을 쓸 수 있다.

### 캐치에 대하여
가장 기본적으로 캐치해야 하는 티니핑이기 때문에 로미는 티니하트윙이 딸랑딸랑 거리면 티니핑을 찾아 나서고, 캐치한다. 하지만 악동핑의 경우는 캐치가 되지 않는다.(이유는 밝혀지지 않았다.)

### 1기 1번째 큐브
키키핑,아잉핑,부끄핑,부투핑,깜빡핑,띠용핑,주르핑,차나핑,따라핑,나르핑,무셔핑,투투핑,차캐핑,떠벌핑,다조핑,화나핑,시러핑,바네핑,덜덜핑,그림핑,무거핑,꺼꿀핑,씽씽핑,베베핑,코자핑,딱풀핑,모야핑,또까핑,플라핑,노라핑&노리핑,아휴핑,똑똑핑,꽁꽁핑,찌릿핑,홀로핑,앙대핑

### 2기 보석
까르핑,아야핑,소원핑,토닥핑,쪼꼼핑,싹싹핑,맛나핑,포근핑,메모핑,공쥬핑,짝짝핑,주네핑,뚝딱핑,발레핑,원더핑,

### 3기 열쇠
빨리핑,얌얌핑,뜨거핑,삐뽀핑,힘내핑,고쳐핑,아라핑,패션핑,꼼딱핑,퐁당핑,파티핑,꾸며핑,삐짐핑,아아핑,빙글핑

### 4기 디저트
캔디핑,머랭핑,샌드핑,또너핑,와플핑,롤리핑,마카핑,핫케핑,커핑&머핑,요거핑,눈꽃핑,멜로핑,쪼꼬핑,뿌뿌핑

### 5기 스타
깡총핑,훌라핑,나눔핑,딩동핑,나그네핑,고고핑,뿌쵸핑,고마핑,아롱핑&다롱핑,뽀송핑,유리핑,함께핑,댄스핑,루루핑,몰레핑,뽀뽀핑

### 6기
젠틀핑,야옹핑,롱롱핑,큐핑,쿨쿨핑,슈슈핑,이슬핑,스노우핑,깨굴핑,샤를핑,트롯핑,나비핑,실크핑,차밍핑,뽀득핑

## 빌런 티니핑
말 그대로 악당 티니핑이다. 나쁜 행동을 저지르는 티니핑들이다. 현재 앙대핑 제외 모두 개과천선했다.

### 캐치에 대하여
빌런 티니핑도 아무튼 일반 티니핑에 속해 있기 때문에 프린세스에게 캐치된다.

### 2기 가면핑
다해핑과 동일

## 티니핑의 흑화
티니핑들이 흑화(착했던 사람이 갑자기 나빠지는 것)할 수도 있다. 해핑의 경우는 맛나과일 독 성분으로 인해 정반대 성격인 악동핑으로 흑화된다. 흑화된 해핑인 악동핑은 온갖 방법으로 로미를 괴롭힌다. 하지만 1기 45화에서 프린세스의 노력으로 인해 결국 정화되고, 다시 해핑으로 돌아온다.

## 직업 티니핑들
티니핑의 정의는 마음의 요정이지만, 직업을 모티브로 한 티니핑들도 있다. 대표적인 직업 티니핑들이 모두 3기에 등장하는 꼼딱핑, 뜨거핑, 삐뽀핑이다. 꼼딱핑은 경찰관, 뜨거핑은 소방관, 삐뽀핑은 의사를 모티브로 했다.
꼼딱핑은 퐁당핑과 엮이지만, 직업 티니핑이라고 이 둘과 함께 엮이기도 한다.